# هلدر
هلدر (آوج)، روستایی از توابع بخش آبگرم شهرستان آوج در استان قزوین ایران است.از محصولات این روستا انگور گیلاس سیب زرد آلو سنجد و گردو رامیتوان نام برد.

## جمعیت
این روستا در دهستان آبگرم (آوج) قرار دارد و براساس سرشماری مرکز آمار ایران در سال ۱۳۸۵، جمعیت آن ۸۴ نفر (۲۶خانوار) بوده‌است.